# World Series Baseball 2K1
A World Series Baseball 2K1 baseball-videójáték, melyet a Wow Entertainment fejlesztett és a Sega jelentetett meg. A játék 2000. július 17-én jelent meg Észak-Amerikában, illetve 2001. március 22-én Japánban, kizárólag Dreamcast otthoni videójáték-konzolra. A 2K1 a sorozat első játéka az 1997-ben megjelent ’98 óta.
A World Series Baseball 2K1 a grafikai motorját a Super Major League című Sega NAOMI-játéktól vette át, így a grafikája messze túlszárnyalta a kor összes baseballjátékát. Ezzel szemben számos a műfajban hagyományos funkció nélkülözése, a gyatra hangzásvilága, illetve számos jelentősebb játékmeneti hiba miatt a szaksajtó rendkívül kritikusan fogadta a játékot. A játék hírhedt a lassan reagáló irányítása, a teljesítménybeli problémái, illetve amiatt, hogy a World Series Baseball 2K1 megjelenése előtt már legalább fél évtizede a baseballjátékok egyik alapkövének számító manuális védekezőjáték sincs benne a játékban.
A World Series Baseball 2K1 rendkívül gyenge fogadtatása miatt a Sega a következő játék fejlesztésével a Visual Conceptst, a kifejezetten sikeres NBA 2K és NFL 2K sportjátéksorozatok fejlesztőcsapatát bízta meg.
A játék borítóján Pedro Martínez Boston Red Sox-kezdődobó szerepel.

## Fordítás
- Ez a szócikk részben vagy egészben  a   World Series Baseball 2K1 című angol Wikipédia-szócikk ezen változatának fordításán alapul.  Az eredeti cikk szerkesztőit annak laptörténete sorolja fel. Ez a jelzés csupán a megfogalmazás eredetét és a szerzői jogokat jelzi, nem szolgál a cikkben szereplő információk forrásmegjelöléseként.